# Canale 5
Canale 5 – włoska stacja telewizyjna, sieci Mediaset. Jest to pierwsza komercyjna stacja powstała we Włoszech (rozpoczęła nadawanie w 1978 roku pod nazwą TeleMilano 58). Od 1980 roku funkcjonuje pod obecną nazwą. 